# Kopje

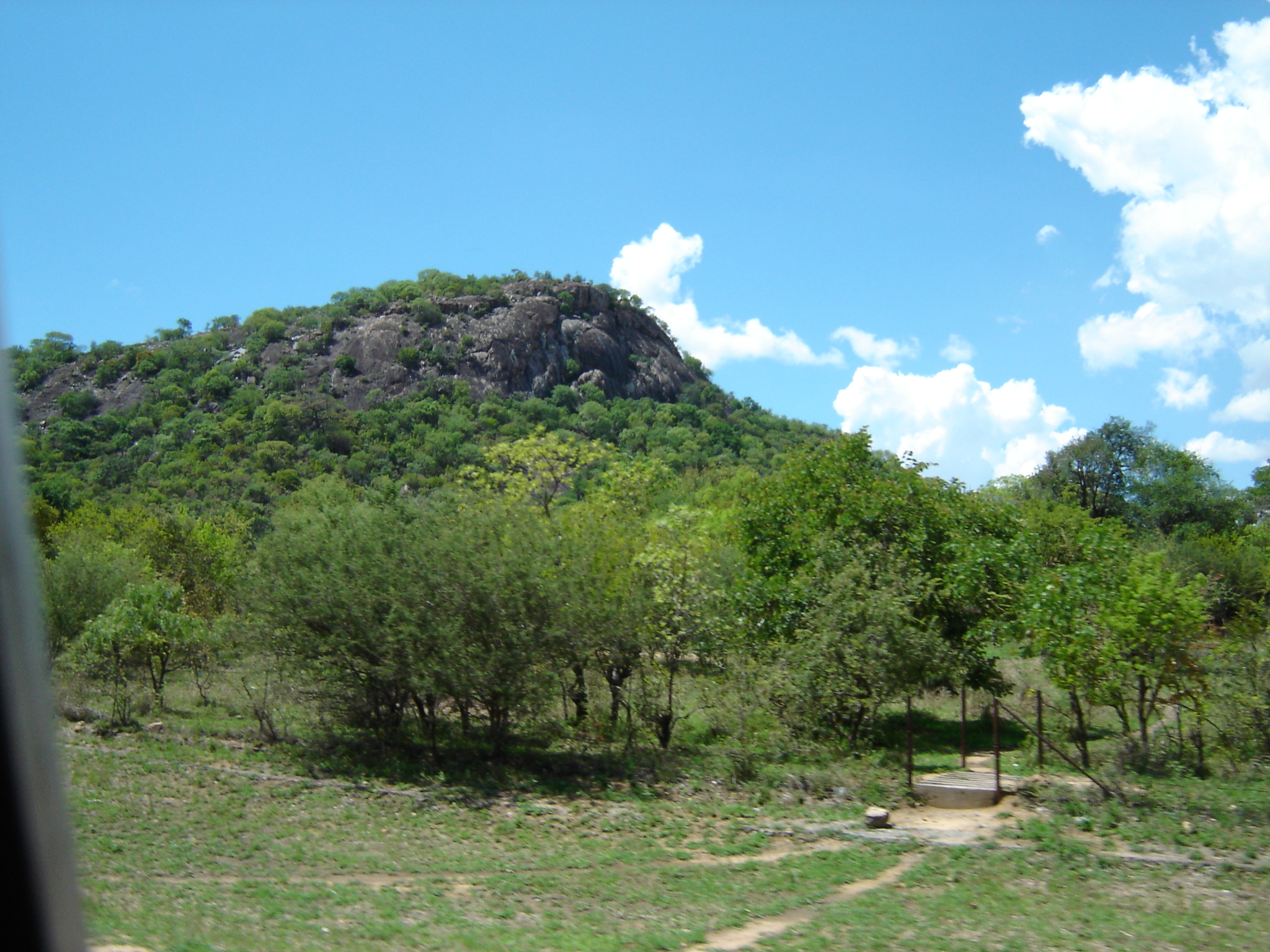
Un kopje au Zimbabwe

Un kopje est un mot d'origine afrikaans désignant dans la savane africaine une petite colline sur laquelle se dressent généralement d'imposants rochers.

## Étymologie et structures comparables
Le mot kopje dérive de l'afrikaans koppie. En Afrique du Sud et en Namibie, des formations géologiques semblables mais souvent dépourvues de végétation sont appelées inselberg (mot allemand signifiant « île-montagne »). Aux États-Unis et en Australie, c'est le terme d'origine amérindienne monadnock qui est utilisé, pour décrire une réalité un peu différente : les collines sont plus grandes, plus hautes et là aussi, pauvres en végétation.

## Structure

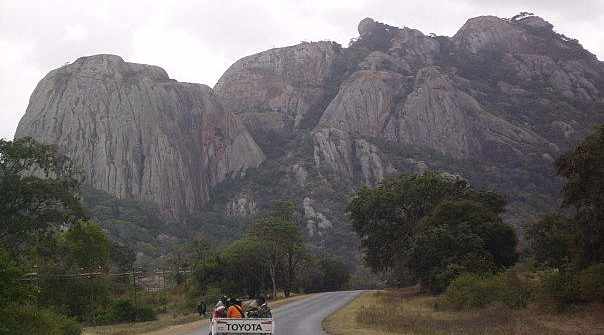
Un grand kopje

Au sein des immenses plaines d'Afrique orientale telles que celle du Serengeti, il existe parfois des changements de relief surprenants caractérisés par des collines parfois hautes de plusieurs dizaines de mètres pour une superficie de quelques centaines de mètres carrés. Le sol y est recouvert de la même végétation qu'aux alentours, mais souvent de petits arbustes y poussent. Ces îlots sont généralement caractérisés par l'implantation de roches imposantes.

## Écologie
Les kopjes sont souvent occupés par de nombreux animaux, tels que les éléphants, les lions ou les guépards. Paradoxalement, on constate que de nombreux herbivores y viennent car la surélévation des lieux permet de voir venir les prédateurs de loin, alors que ces mêmes prédateurs les utilisent pour pouvoir guetter leurs futures proies.

## Cinéma
Il existe dans la plaine du Serengeti un kopje appelé Simba Kopje (littéralement « la colline du lion ») qui a vraisemblablement servi de lieu d'inspiration aux créateurs du dessin animé Le Roi lion lorsqu'ils imaginèrent le rocher d'où Mufasa présente Simba à la foule. Par la suite, cette séquence d'ouverture a été considérée comme l'une des plus réussies de tous les temps pour un dessin animé